# Karl Heiland
Karl Heiland est un réalisateur allemand né le 10 juillet 1876 à Düsseldorf et mort le 10 octobre 1932  à Berlin.

## Filmographie partielle
- 1915 : Der Tunnel (assistant réalisateur)
- 1917 : Der Spion (en)
- 1921 : Der Schatz der Azteken (en)
- 1926 : Die weisse Geisha (en)